# Home Riggs Popham
Home Riggs Popham (ur. 1762 w Gibraltarze, zm. 11 września 1820 w Cheltenham) – brytyjski oficer marynarki, kontradmirał, nawigator i kartograf, planista operacji desantowych i innowator, wynalazca morskiego kodu sygnałowego z użyciem flag.
Uczestnik wojen napoleońskich, dowódca brytyjskich sił morskich w trakcie interwencji w Kraju Przylądkowym w 1806 r. i pierwszej interwencji brytyjskiej w La Placie. Kawaler Orderu Łaźni, poseł do Izby Gmin.

## Kariera w marynarce
Był piętnastym z dwudziestu jeden dzieci Josepha Pophama, brytyjskiego konsula w Tetuanie. Pobierał nauki w Brentford oraz w Westminster School, studiował w Trinity College w Cambridge.

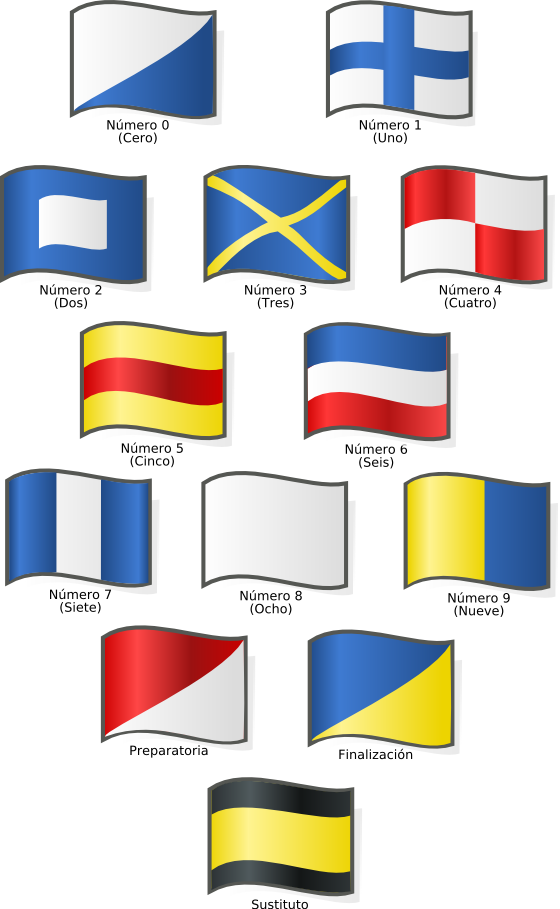
Flagi kodu sygnałowego

Do Royal Navy wstąpił w lutym 1778 r., w wieku 16 lat. Uczestniczył w walkach w kanale La Manche oraz w bitwie u przylądka Św. Wincentego (luty 1780). Zyskał uznanie jako hydrograf. W czerwcu 1783 r. awansował na porucznika.
W latach osiemdziesiątych i dziewięćdziesiątych XVIII w. Home Riggs Popham uczestniczył w komercyjnych rejsach do Azji Południowo-Wschodniej. Po powrocie w szeregi Royal Navy w 1795 r. awansowany do stopnia kapitana.
Podczas kampanii na wybrzeżu niderlandzkim okazał się zdolnym nawigatorem i innowatorem, utworzył kod sygnałowy z użyciem flag sygnałowych celem utrzymywania współpracy pomiędzy okrętami. Dał się poznać także jako doskonały planista operacji desantowych.
W trakcie wojny II koalicji Popham uczestniczył w walkach w południowej Afryce oraz na Morzu Czerwonym w latach 1800–1801.
W październiku 1804 r. przedstawił rządowi w Londynie memoriał dotyczący konieczności interwencji w hiszpańskiej Ameryce Południowej i przejęcia kontroli nad kluczowymi punktami wybrzeża atlantyckiego celem otwarcia kontynentu dla brytyjskiego handlu. Podjął tym celu współpracę z kreolskim patriotą Francisco Miranda.

## Interwencje kolonialne

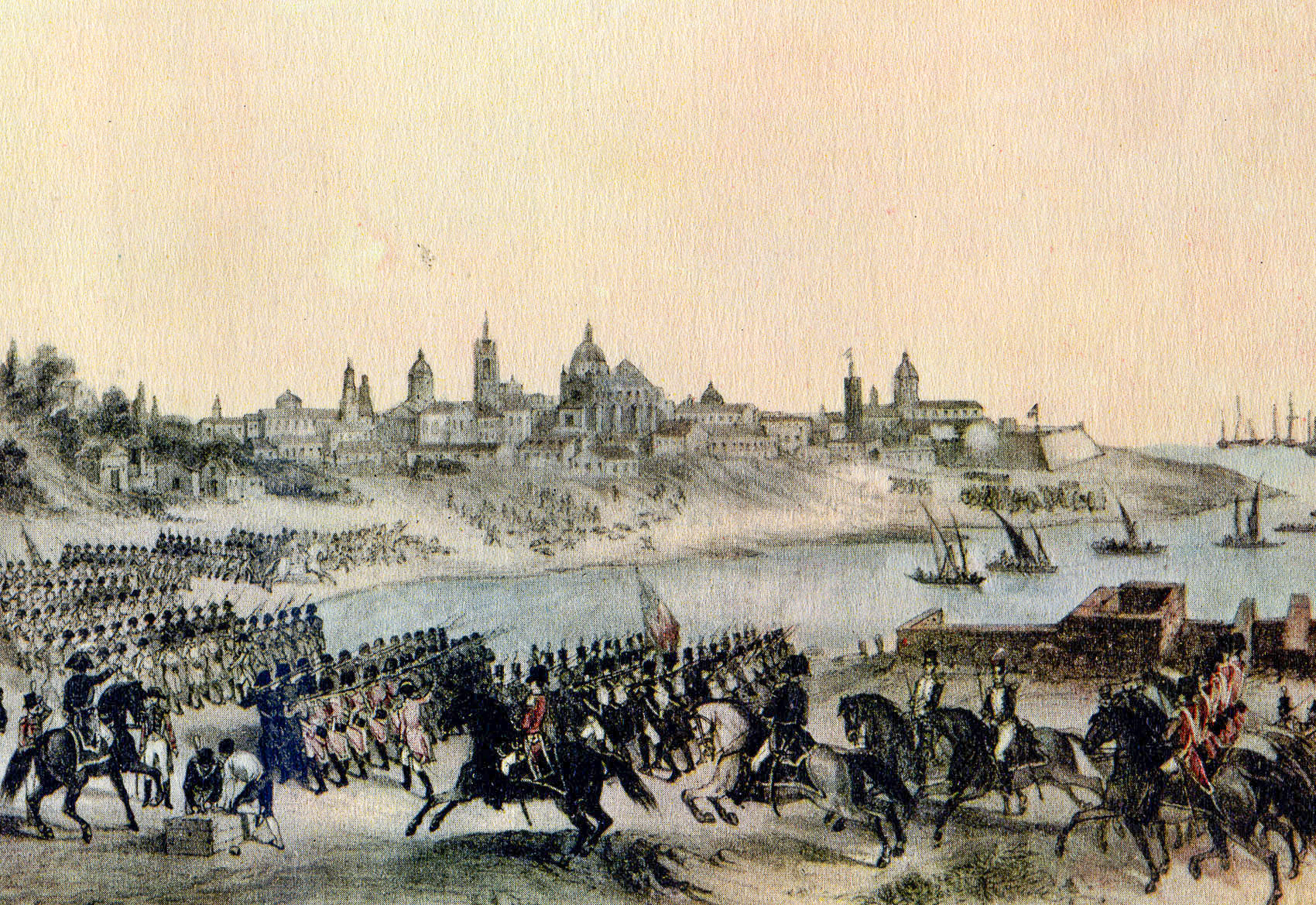
Okręty i wojska brytyjskie w Buenos Aires, rycina współczesna inwazji

W sierpniu 1805 r. Popham został mianowany komandorem i objął dowództwo sił morskich w dowodzonej przez gen. Davida Bairda brytyjskiej ekspedycji, której celem było opanowania holenderskiego Kraju Przylądkowego. Wysadzony 7 stycznia 1806 r. w Zatoce Stołowej desant opanował 10 stycznia Kapsztad.
Po opanowaniu Kraju Przylądkowego przekonał gen. Bairda o zbędności floty do dalszej osłony wojsk inwazyjnych i możliwości dokonania interwencji w hiszpańskiej Ameryce Południowej. Po przeprowadzeniu rekonesansu, flota Pophama w składzie 5 okrętów oraz 5 transportowców wyruszyła z Kapsztadu i wzmocniona posiłkami ze składu garnizonu Św. Heleny 2 maja 1806 r. wyruszył w kierunku ujścia La Platy.
16 czerwca tego samego roku eskadra wtargnęła w głąb estuarium La Platy i wydzielonymi siłami rozpoczęła blokadę Montevideo. 25 czerwca brytyjski desant dowodzony przez gen. Williama C. Beresforda wyokrętował się 20 kilometrów od Buenos Aires. Zaskoczony hiszpański garnizon miasta został z łatwością pokonany, a Buenos Aires skapitulowało 2 lipca
Popham wysłał do Londynu zagarnięty skarb kolonii Buenos Aires 19 lipca, wraz z raportem o opanowaniu kolonii. Jednocześnie szeroko informował o swoim sukcesie brytyjskich kupców, ogłaszając otwarcie dla handlu nowych rynków, niezależnych od blokady kontynentalnej.
Sytuacja uległa zasadniczej zmianie na skutek antybrytyjskiego powstania Hiszpanów i Kreolów, kierowanego przez gen. Santiago Liniersa. Zgromadzone przez kolonistów przeważające siły wkroczyły do Buenos Aires 10 sierpnia 1806 r., łamiąc opór Brytyjczyków, dowodzonych przez Beresforda. Niekorzystne warunki meteorologiczne uniemożliwiły dowodzonej przez Pophama flocie zarówno pomoc garnizonowi, jak i ewakuację sił inwazyjnych, przez co oddziały lądowe znalazły się w hiszpańskiej niewoli.
Przybycie w rejon La Platy brytyjskich posiłków Hiszpanie uznali za złamanie zasad honorowej kapitulacji podpisanej 12 sierpnia 1806 r. i odmówili zwolnienia brytyjskich żołnierzy. Niepowodzenie to kosztowało Home Riggsa Pophama utratę dowodzenia: 3 grudnia tego samego roku został zastąpiony przez kontradmirała Charlesa Stirlinga i otrzymał rozkaz powrotu do Anglii. 20 lutego 1807 r. oskarżono go o wycofanie sił morskich z Kraju Przylądkowego bez rozkazu oraz o nieautoryzowany atak na hiszpańskie kolonie w Ameryce Południowej.
Rozprawa w jego sprawie trwała od 7 do 11 marca 1807 r. w Portsmouth, na pokładzie HMS „Gladiator”. Wyrokiem z 11 marca Popham uznanym został za winnego bezzasadnego wycofania sil morskich z miejsca przeznaczenia określonego rozkazem, ale sąd biorąc pod uwagę wyjątkowe okoliczności, wymierzył mu jedynie surową naganę. Jednocześnie w uznaniu zasług dla rozwoju brytyjskiego handlu otrzymał sfinansowaną przez londyńską finansjerę honorową szpadę.

## Dalsza kariera
W wojnie IV koalicji Popham dowodził okrętem flagowym Royal Navy w II bitwie pod Kopenhagą (1807), a następnie liniowcem HMS „Venerable”.
W okresie wojen V koalicji i VI koalicji uczestniczył w walkach z flota francuską na kanale La Manche oraz w walkach morskich wokół Półwyspu Iberyjskiego.
W 1814 r. otrzymał awans na kontradmirała. Zmarł na zawał serca 11 września 1820 r.